# Enrico Renna

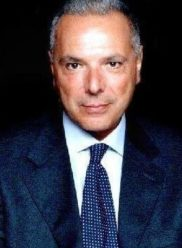
http://www.cidim.it/cidim/content/314619?id=242358

Enrico Renna (Salento, 26 gennaio 1952) è un compositore italiano.

## Biografia
La sua formazione è avvenuta presso il "Conservatorio di San Pietro a Majella" di Napoli, dove attualmente è maestro emerito, con Umberto Rotondi a Milano e con Luigi Nono.
Ha composto musica da camera, sinfonica, elettronica e teatrale, eseguita in Europa e negli Stati Uniti, ha pubblicato diverse opere ed inciso dischi con BMG, Ricordi, Suvini-Zerboni, Edipan, RCA, CPC, Eurarte, Mnemes, Sconfinarte, Boré.
Alla testa dell'Orchestra Alessandro Scarlatti della RAI di Napoli, dell'Ensemble NNM e del Collegium Philharmonicum ha eseguito programmi dedicati prevalentemente alla musica contemporanea.
Nell'agosto 2009 ha fondato, nel Convento S. Antonio di Oppido Lucano, la Bottega Musicale Santa Maria de Jesu. È inoltre collaboratore di diverse riviste musicali.
Sulla sua figura ed opera hanno scritto critici musicali quali Mario Bortolotto, Renzo Cresti, Girolamo De Simone, Gillo Dorfles.
È citato nel Dizionario Enciclopedico Universale della Musica e dei Musicisti, edito da Utet .